# 宮内俊介
宮内 俊介（みやうち としすけ、1950年 - 2001年7月）は、日本の国文学者。田山花袋の研究家。

## 人物
山口県萩市生まれ。慶應義塾大学国文科卒、同大学院博士課程単位取得満期退学。
1982年、熊本商科大学専任講師、1989年『田山花袋研究書誌』（桜楓社）を刊行、1992年、校名変更により熊本学園大学教授。51歳で逝去したが、その後、『田山花袋論攷』（双文社出版）、『田山花袋全作品解題』（同）が遺作として刊行された。